# Raúl Pateras Pescara

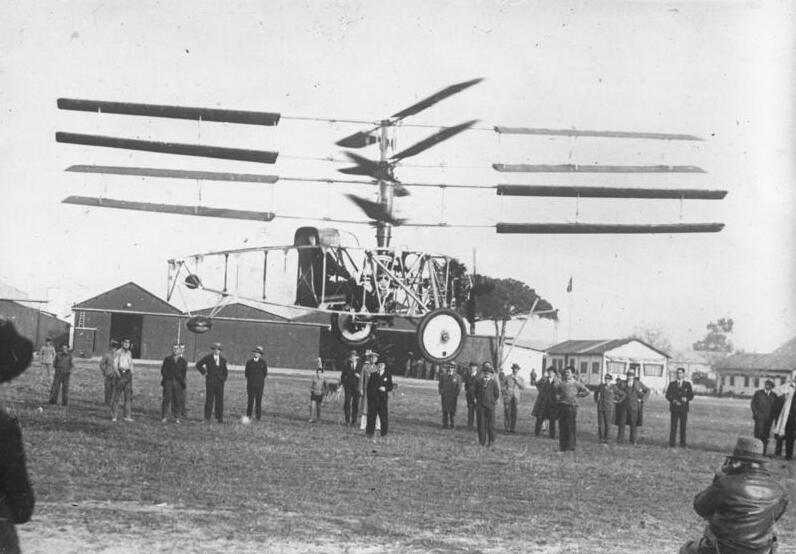
Helicóptero 4S (1931)

Raúl Pateras Pescara de Castelluccio (Adrogué, 27 de abril de 1890-París, 7 de mayo de 1966), marqués de Pateras-Pescara, fue un ingeniero e inventor argentino de nacionalidad italiana y francesa, especializado en helicópteros, así como también en motores, compresores, y en el llamado «motor de pistón libre de Pescara».

## Biografía
Hijo mayor del marqués Teodoro Gustavo Pateras Pescara y Alice Auzón, su padre de origen napolitano y su madre vasca se conocieron en Buenos Aires durante un viaje de negocios de su padre para asegurar el tren de Santa Fe.
Al comienzo del siglo XX su familia regresó desde Buenos Aires a Europa. 
Llegó a Francia a la edad de tres años con su abuela materna y estudió en el Institut Stanislas en Niza. Siendo un niño precoz y superdotado, su madre lo envió a Italia, al cuidado de su padre, director de una compañía de seguros en Venecia, donde Raúl estudiaría para obtener el título de ingeniero y ser contratado como asesor técnico en el arsenal de Venecia.
En 1908 se casó con Dutsi Kouranda, una mujer franco-austríaca. El matrimonio fue un fracaso, ella regresó a Austria cuando se declaró la Primera Guerra Mundial (1914-1918). El arsenal de Venecia, temiendo que ella compartiera secretos de defensa, despojó a Raúl de su nacionalidad italiana y lo expulsó a Francia donde la policía lo esperó a su llegada y lo encarceló en la prisión de La Santé durante 103 días.
Durante su encarcelamiento grabó en la pared de su celda el primer boceto del helicóptero, todavía visible hoy. La empresa Eiffel lo sacó de la prisión, lo que le permitió desarrollar la primera patente de helicóptero con las dos tecnologías básicas (palas giratorias horizontales y verticales).

### Hidroavión
En 1911 el laboratorio de Gustave Eiffel realizó pruebas en el túnel de viento de un modelo proporción 1:20 de un hidroavión torpedero monoplano estudiados por Pescara y el ingeniero italiano Alessandro Guidoni, llamado "Hidroavión Pateras Pescara"·. En 1912 el Ministerio de Marina Italia encargó a Alessandro Guidoni, entonces teniente, que construyera y probara un prototipo de "barco hidrotorpedo" basado en el monoplano Pateras Pescara. El avión es grande (19 metros de envergadura) y no está motorizado; las pruebas de vuelo comienzan en 1914 y no será concluyente, el proyecto se abandona el mismo año.
En 1912, el ministro de la armada italiana evaluó el primer lanzador de torpedos acuático, basado en el modelo de Pescara. Pescara se encontró con Alberto Santos Dumont en París al comienzo de la Primera Guerra Mundial (1914-1918).
En 1917 Raúl solicitó en España las patentes números 63.659, del 7 de abril de 1917, seguidas por otras 98 patentes más hasta 1929.

### Helicópteros
En 1919, construyó varios helicópteros de hélices contrarrotativas principalmente descritos en su décima patente francesa número 533.820 enviada desde España el 21 de febrero de 1920. Titulada "Rational Helicopter" esta patente de hecho describe a un verdadero helicóptero. Desde 1919 hasta 1923, envía más de cuarenta patentes a varios países. 
Provisto de uno de estos vehículos de doble rotor coaxial, el 18 de abril de 1924 fue capaz de alcanzar un nuevo récord mundial de vuelo con 736 metros de recorrido en 4 minutos 11 segundos (aproximadamente 13 km/h) a una altura de 1,8 m.

### Automóviles
En 1929, junto a su hermano Enrique, el ingeniero Italiano Moglia, y el gobierno español, funda la Fabrica Nacional de Automóviles con una inversión de 70 millones de pesetas. El Nacional Pescara fue exhibido en 1931, en el gran palacio. En 1931 este auto de ocho cilindros gana la carrera del Grand Prix de la costa europea.
El 28 de febrero de 1933, la compañía Pescara Auto-compressor fue dada a conocer en Luxemburgo. Los registros públicos muestran su dirección como Bv. Royal 33. Se mantuvo activo comercialmente durante 30 años, respaldado por 6 patentes francesas. Uno de los accionistas fue Pescara & Raymond Corporation con base en Dover, Delaware, USA. 
La Guerra civil española (1936-1939) fuerza a Pescara a regresar a Francia.
Durante la Segunda Guerra Mundial (1939-1945) trabajó en equipos para energía eléctrica en Portugal. El motor de pistón libre acaparó la atención nuevamente cuando fue producido en forma masiva por SIGMA, empresa que desarrolló el GS34, un generador de 1200 HP. Pescara se reúne con sus hijos en París en 1963 donde cumplió tareas como experto en S.N Marep para las pruebas del motor de 2000-HP el ELPH 40.
Raúl Pateras-Pescara propuso luego la producción de máquinas más potentes (nuevos generadores en tándem basados en los generadores clásicos EPLH 40 y GS34). La creación de una compañía para aplicar estos conceptos estaba en camino cuando murió.

## Homenaje argentino
Raúl Pateras Pescara aparece, con su helicóptero y como inventor, en una serie de Sellos postales emitidos en 1994 por la República Argentina en homenaje a cuatro inventores argentinos.